# Église Saint-Pierre de Nancy
Pour les articles homonymes, voir Église Saint-Pierre.
L'église Saint-Pierre est une église de style néogothique bâtie à Nancy au XIXe siècle.

## Situation
L'église se situe avenue du Maréchal-De Lattre-de-Tassigny, dans le quartier Saint-Pierre, René II, Bonsecours, à côté de l'hôpital central de Nancy et non loin de église Notre-Dame-de-Bonsecours.

## Histoire

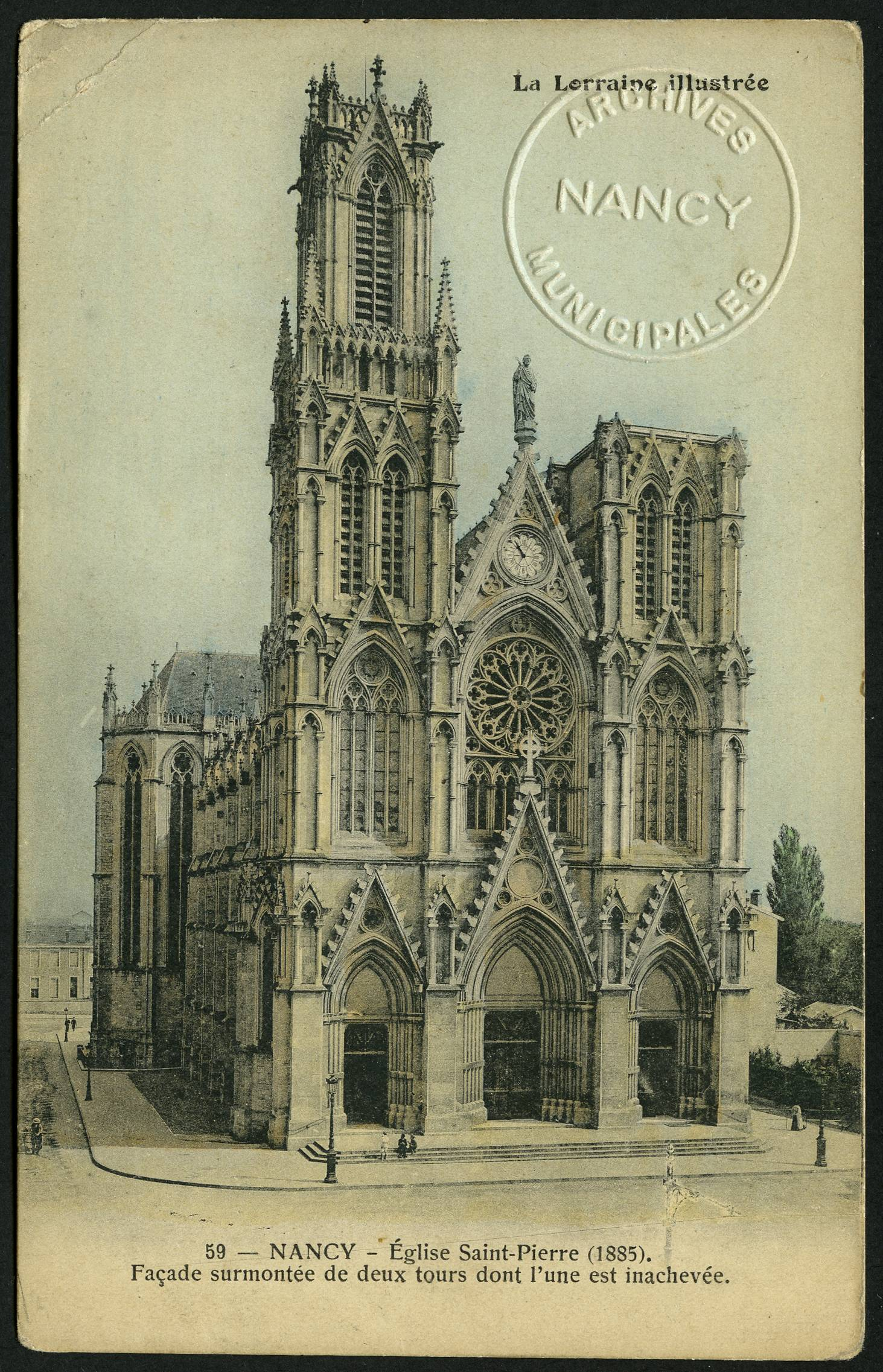
Carte postale d'avant 1914 de la façade de l'église et son deuxième clocher inachevé.

### Construction
La première église Saint-Pierre est édifiée au milieu du faubourg Saint-Pierre par Jean-Nicolas Jennesson en 1736. Cette église existe toujours et se trouve à côté de l'Hôtel de la Mission Royale, face à la nouvelle église Saint-Pierre.
À la fin des années 1850, il est décidé de construire une nouvelle église afin de remplacer la petite église du faubourg Saint-Pierre devenue trop petite. En 1858, le chanoine Heymès, curé-doyen de Saint-Pierre, achète un terrain à cet effet. Le choix de l'architecte se porte sur Léon Vautrin de Nancy et la direction des travaux est confiée à l'appareilleur Abel Gény (1844–1928).
Les travaux commencent le 22 septembre 1862. La cérémonie de bénédiction de la première pierre a lieu le 4 juin 1865, en présence notamment de Charles Lavigerie, évêque de Nancy, du maréchal Forey et de l'abbé Freppel. En 1869, alors que les bas-côtés sont surmontés de leurs corniches, les colonnes ornées de leurs chapiteaux, et les sept premières travées dessinées, les ressources sont épuisées. Il faut donc interrompre les travaux, qui sont ensuite rendus impossibles par la guerre franco-allemande de 1870. 
Joseph Trouillet, curé de l'église Saint-Epvre de Nancy, offre son concours en mars 1881, et les travaux recommencent le 29 juin 1881. L'église est consacrée le 29 juin 1885 par Camillo Siciliano di Rende, le nonce du pape en France, assisté de :
- l'archevêque de Reims ;
- l'archevêque de Besançon ;
- l'évêque de Nancy-Toul ;
- l'évêque de Verdun ;
- l'évêque de Saint-Dié ;
- l'évêque de Saint-Jean-de-Maurienne.

À cette date, le gros œuvre est complet, à l'exception du dernier étage des deux tours, et toutes les sculptures intérieures et extérieures sont terminées, sauf celles des deux tours du portail et de la crypte. Pour des raisons financières et géologiques, le deuxième clocher de cette église n'est jamais achevé.

### Rite
À partir de 1991, l'église Saint-Pierre de Nancy accueille une messe dominicale en latin selon le Missel de Paul VI, célébrée dans le cadre de l'Ecclesia Dei, motu proprio du pape Jean-Paul II. Du 1er septembre 2007 au 17 novembre 2013, à la suite du motu proprio Summorum Pontificum du pape Benoît XVI, la célébration de la messe dans la forme extraordinaire du rite romain (Missel de 1962 promulgué par Jean XXIII) est assurée quotidiennement par le vicaire de la paroisse Notre-Dame de Bon-Secours - Saint-Pierre. 

## Architecture
De style néogothique, l'église Saint-Pierre est conçue sur le modèle de la cathédrale Saint-Étienne de Châlons-en-Champagne.
Toutes les fenêtres sont garnies de vitraux à personnages pour le chœur et les transepts, et à grisaille pour les trois nefs.

## Mobilier

### Statuaire
- Statue de saint Pierre, réplique de la fameuse statue de bronze de saint Pierre se trouvant à la basilique Saint-Pierre au Vatican. La statue de Nancy, ainsi que le fauteuil de marbre, est fabriquée en Italie. Elle est offerte par le pape Léon XIII à l'occasion de la consécration de l'église en 1885. « Bénite et enrichie d'indulgences par le Saint-Père »[5], la statue est même, avant son envoi pour la Lorraine, « placée dans le jardin du Vatican, à l'endroit où le Saint-Père y fait habituellement une halte pendant sa promenade [...] afin de voir la statue de plus près et de mieux la juger. »
- Statue de sainte Philomène.

### Orgues

#### Grandes orgues
Les grandes orgues actuelles sont construites par Haerpfer-Erman en 1965 et restaurées en 1998 et 2005 par Nicolas Toussaint. Elles comptent 43 jeux sur trois claviers de 56 notes et un pédalier de 30 notes.

#### Orgue de chœur
L'orgue de chœur est construit par Claude-Ignace Callinet en 1837,. Il est classé monument historique au titre objet depuis le 5 septembre 1991,. Il compte 14 jeux sur deux claviers de 54 notes et un pédalier de 18 notes.